# Кеті Арнольді
Кеті Арнольді (англ. Katie Arnoldi; 24 лютого 1959) — американська письменниця-фантаст та колишня бодібілдека.

## Біографія
Народилась 24 лютого 1959 року в Лос-Анджелесі, Каліфорнія, США. Сьогодні разом із чоловіком та двома дітьми живе в Південній Каліфорнії. Колишня культуристка (1992 року навіть стала чемпіонкою змагань з бодибілдингу в Південній Каліфорнії). Також займалася серфінгом, пірнанням та виживанням серед дикої природи.
Кеті Арнольді — авторка трьох романів, як-от: «Пойнт Дюм» (англ. Point Dume), «Вентворти» (англ. The Wentworths) та «Рожева речовина» (англ. Chemical Pink).
Події роману «Пойнт Дюм» (названо на честь однойменного мису в Малібу) відбуваються у Мехіко та Малібу та розкривають такі теми як: занепад серфінгу, забруднення землі пестицидами та зооцидами, яке роблять картелі, вирощуючи марихуану, одержима любов та стосунки між місцевими та приїжджими мешканцями
У романі «Вентворти» письменниця зображує життя багатіїв із Вестсайду (Лос-Анджелес), описуючи недоліки сучасної американської сім'ї та досліджуючи, як до такого могло дійти.
Роман «Рожева речовина» занурює читача у світ жіночого культуризму. Зокрема описуються наслідки одержимого бажання будь-що досягти своєї цілі.